# 김혜선 (배구 선수)
김혜선(1991년 7월 1일 ~ )은 대한민국의 여자 배구 선수이며 화성 IBK기업은행 알토스소속이다. 팀내에서 가장 단신이나, 목포여자상업고등학교 1학년때부터 주전 리베로로 활약하며 염혜선과 함께 목포여자상업고등학교의 전성기를 이끈 선수 중의 하나로 활약하였으며, 2009년 신인 드래프트에서 1라운드 5순위로 입단하였다.